# Villeneuve-les-Corbières
Villeneuve-les-Corbières település Franciaországban, Aude megyében. Lakosainak száma 252 fő (2022. január 1.). Villeneuve-les-Corbières Cascastel-des-Corbières, Durban-Corbières, Embres-et-Castelmaure, Quintillan, Saint-Jean-de-Barrou és Tuchan községekkel határos.

## Népesség
A település népessége az elmúlt években az alábbi módon változott:
| Lakosok száma | 276  | 219  | 231  | 275  | 267  | 248  | 242  | 248  | 251  | 252  |
|               | 1968 | 1982 | 1990 | 2006 | 2013 | 2015 | 2017 | 2019 | 2020 | 2022 |